# Tryby (dur-moll)
Tryby – w teorii muzyki dwie odmiany konstrukcji materiału dźwiękowego i tonacji w systemie dur-moll: tryb dur oraz tryb moll. Zewnętrznym, słyszalnym objawem danego trybu jest wrażenie słuchowe. Tryb durowy ma następującą sekwencję interwałów T-T-P-T-T-T-P, a tryb molowy taką: T-P-T-T-P-T-T (gdzie: T – cały ton, P – półton).